# Kundé
Ne doit pas être confondu avec Kunde.
 (novembre 2022).
La mise en forme du texte ne suit pas les recommandations de Wikipédia : il faut le « wikifier ».
Les points d'amélioration suivants sont les cas les plus fréquents. Le détail des points à revoir est peut-être précisé sur la page de discussion.
- Les titres sont pré-formatés par le logiciel. Ils ne sont ni en capitales, ni en gras.
- Le texte ne doit pas être écrit en capitales (les noms de famille non plus), ni en gras, ni en italique, ni en « petit »…
- Le gras n'est utilisé que pour surligner le titre de l'article dans l'introduction, une seule fois.
- L'italique est rarement utilisé : mots en langue étrangère, titres d'œuvres, noms de bateaux, etc.
- Les citations ne sont pas en italique mais en corps de texte normal. Elles sont entourées par des guillemets français : « et ».
- Les listes à puces sont à éviter, des paragraphes rédigés étant largement préférés. Les tableaux sont à réserver à la présentation de données structurées (résultats, etc.).
- Les appels de note de bas de page (petits chiffres en exposant, introduits par l'outil «  Source ») sont à placer entre la fin de phrase et le point final[comme ça].
- Les liens internes (vers d'autres articles de Wikipédia) sont à choisir avec parcimonie. Créez des liens vers des articles approfondissant le sujet. Les termes génériques sans rapport avec le sujet sont à éviter, ainsi que les répétitions de liens vers un même terme.
- Les liens externes sont à placer uniquement dans une section « Liens externes », à la fin de l'article. Ces liens sont à choisir avec parcimonie suivant les règles définies. Si un lien sert de source à l'article, son insertion dans le texte est à faire par les notes de bas de page.
- La présentation des références doit suivre les conventions bibliographiques. Il est recommandé d'utiliser les modèles {{Ouvrage}}, {{Chapitre}}, {{Article}}, {{Lien web}} et/ou {{Bibliographie}}. Le mode d'édition visuel peut mettre en forme automatiquement les références.
- Insérer une infobox (cadre d'informations à droite) n'est pas obligatoire pour parachever la mise en page.

Pour une aide détaillée, merci de consulter Aide:Wikification.
Si vous pensez que ces points ont été résolus, vous pouvez retirer ce bandeau et améliorer la mise en forme d'un autre article.
Les Kundé sont des prix décernés aux meilleurs artistes musiciens burkinabè et africains chaque année à Ouagadougou au Burkina Faso.

## Historique
L'initiative est lancée par Jah Press en partenariat avec Sol Toure, une personnalité du divertissement et ancien animateur à radio Pulsar à Ouagadougou.  En 1996, le projet est initialement pensé sous le nom de  "Balafons d’Or". L'Objectif est de célébrer et valoriser les musiques  burkinabè et africaines.  
L'histoire de l'événement prend un tournant majeur en 1999 lorsque Jah Press rencontre le ministre de la culture de l'époque, Mahamoudou Ouédraogo. Lors de cette entrevue, le ministre suggère de reconsidérer le nom  "Balafons d'Or" pour un nom qui reflète la diversité ethnique du pays. Contrairement au balafon, instrument typique de la région du sud-ouest burkinabé. Après des recherches au Musée de la Musique, Jah Press opte pour "Kundé", un nom en mooré d'une guitare à trois cordes présente dans plusieurs régions du Burkina. Le nom "Kundé" naît donc d'une volonté de trouver un terme fédérateur pour ce projet musical. Bien que l'idée soit née en 96, c'est en 2001 que la première édition voit le jour, faute de productions musicales suffisantes ,,. Cependant, au moment du lancement en 2001, un des initiateurs, Sol Touré s'installe aux Etats-Unis, Jah Press s'entoure donc d'une équipe de personnalités du showbiz burkinabé (Papus Ismaël Zongo, Maguy Lesli Oka, Boureima Djiga, Somda Gervais dit Mister Pee, Azize Bamogo et feu Gaston Palé) pour concrétiser le projet. Quant à la date et à l'année des Kundé, elles sont choisies en fonction des périodes de sortie des albums au Burkina pour garantir l'égalité des chances à tous les participants. Les Kundé ont lieu le dernier vendredi du mois d'avril et l'année des Kundé commence le 1er mars de l'année précédente et se termine le 28 février de l'année en cours. 
Depuis 2001, des artistes nationaux et internationaux sont récompensés dans diverses catégories. La plus haute distinction de cette cérémonie est le Kundé d'or (meilleur artiste burkinabé) . Aujourd'hui, le Kundé est considéré comme la seule cérémonie de récompense d'artistes en Afrique qui se tient depuis 20 ans sans interruption. 

## Le commissariat général des kundé
Le commissariat général des Kunde est l'organe d'organisation. Ses membres sont :
- Salfo Sore (Jah Press), commissaire général, il est assisté par un chargé de communication Boukary Ouédraogo (Almamy Becker)
- Boureima Djiga, commissaire de sélection
- Ismaïla Zongo (Commandant Papus), commissaire artistique
- Maguy Leslie Oka, commissaire des relations publiques et du marketing
- Gervais Somda (Mister Pee), commissaire à l'administration et à la logistique

## Lauréats du prix Kundé d'or
- 2001 Solo Dja Kabaco
- 2002 Bil Aka Kora
- 2003 Georges Ouédraogo
- 2004 Amity Meria
- 2005 Bil Aka Kora
- 2006 Smockey
- 2007 Yeleen
- 2008 Yoni
- 2009 Hamed Smani[9]
- 2010 Floby
- 2011 Faso Kombat
- 2012 Eugène Kounker
- 2013 Dez Altino
- 2014 Alif Naaba
- 2015 Sana Bob
- 2016 Dicko Fils
- 2017 Imilo le chanceux
- 2018 Hawa Boussim
- 2019 Floby [10]
- 2021 Donsharp De Batoro
- 2023 Smarty
- 2024 Amzy
- 2025 Floby

## Catégories des prix
Les Kundé sont composés de deux catégories principales que sont les prix principaux et les prix spéciaux. Les prix de ces catégories sont ajustables en fonction des productions musicales. Les prix principaux tiennent compte également du vote du public des médias et les personnes ressources.

### Les prix principaux
- Kundé d’or

- Kundé du meilleur artiste féminin

- Kundé du meilleur artiste de musique traditionnelle

- Kundé du meilleur artiste de musique religieuse

- Kundé de la meilleure chanson moderne d’inspiration traditionnelle

- Kundé de la révélation

- Kundé de l’espoir

- Kundé de l’artiste le plus joué en discothèque

- Kundé du meilleur clip vidéo

- Kundé du meilleur featuring burkinabè

### Les prix spéciaux
- Kundé du meilleur artiste burkinabè de la Diaspora

- Kundé du meilleur artiste étranger vivant au Burkina Faso

- Kundé du meilleur artiste de l’Afrique de l’Ouest

- Kundé du meilleur artiste de l’Afrique centrale

- Kundé de l’intégration africaine

- Kundé d’honneur et d’hommage

### Kundé d'honneur
2013: Issouf Compaoré

## Kundé Export
Le kundé music export, est introduit à titre d'innovation lors de la 21e édition. C’est un cadre d'échanges, d’opportunités entre artistes burkinabé et étrangers afin d'explorer de nouvelles méthodes de promotion et de diffusion de la musique. Il permet également aux artistes locaux de présenter leur répertoire et leur carrière à un public international, renforçant ainsi les liens entre la scène musicale du Burkina et le reste du monde. Il se tient parallèlement à l'édition 2023 pendant 48 heures, du 10 au 11 mai 2023. 